# Adam Harasiewicz
Adam Harasiewicz (n. 1 iulie 1932 în Chodzież) este un pianist concertist polonez.
Adam Harasiewicz a început studiul pianului la vârsta de 10 ani sub îndrumarea lui K. Mirski și Janina Illasiewicz-Stojałowska în Rzeszów. La 15 ani câștigă locul I la Concursul Tinerelor Talente în Rzeszów. Între 1950-1956 studiază pianul la Academia de Muzică din Cracovia cu Prof. Zbigniew Drzewicki.
În anul 1955, Adam Harasiewicz câștigă premiul I la a V-a ediție a Concursului Chopin în Varșovia, întrecându-i pe Vladimir Askenazy și Fou Ts'ong. De la acea victorie până astăzi Harasiewicz și-a dedicat întreaga carieră muzicii lui Chopin, în 1960 a cântat la Națiunile Unite ambele concerte pentru pian de Chopin împreună cu New York Philharmonic dirijată de Stanisław Skrowaczki inaugurând Anul Chopin (la 150 de ani de la nașterea compozitorului). În anul 1957 primește medalia Fundației Harriet Cohen la Londra. În anul 1960 a primit Medalia de Aur a Fundației Ignacy Jan Paderewski la New York.
După câștigarea premiului I la Concursul Chopin, Harasiewicz își începe cariera de virtuoz cântând în toate țările din Europa, în Asia și în America de Nord. A cântat cu cei mai mari dirijori și cele mai importante orchestre simfonice din lume. A ținut cursuri de măiestrie în Austria și Germania însă nu s-a dedicat unei cariere pedagogice. Ca pianist Harasiewicz posedă poate cea mai complexă paletă de culori fiind considerat unul dintre cei mai compleți pianiști de muzică clasică păstrând un echilibru perfect între elementul liric și virtuozitate. Între anii 1958-1974 el a înregistrat 14 discuri LP pentru casa de discuri Philips ce cuprind majoritatea lucrărilor lui Chopin, precum și câteva dintre compozițiile lui Franz Liszt și Johannes Brahms; Colecția Chopin fiind reeditată pe 10 cd-uri de către DECCA.